# Alexander Cunningham of Block
Alexander Cunningham of Block (* um 1655 in Schottland; † 1730 in Den Haag, Niederlande) war ein schottischer Jurist, Gelehrter und Schachspieler. Er wurde häufig mit seinem Namensvetter und Zeitgenossen Alexander Cunningham verwechselt, der ebenfalls einen Ruf als Schachspieler genoss. Auf wen von beiden das Cunningham-Gambit zurückgeht, ist bis heute nicht endgültig geklärt.

## Leben
Alexander Cunninghams genaues Geburtsdatum ist nicht bekannt. Er war das älteste Kind von John Cunningham († 1668), der seit 1647 Pfarrer in Cumnock im westschottischen East Ayrshire war, und seiner Ehefrau Elizabeth († 1677) und hatte fünf jüngere Geschwister. Von seinem Vater erbte er einen kleinen Landbesitz, dessen Name – „Block“ oder „Bloak“ – seinem Namen zur besseren Unterscheidung hinzugefügt wurde.
Cunningham schloss vermutlich 1676 sein Studium an der Universität Edinburgh ab. Danach studierte er zwischen ungefähr 1677 und 1680 Römisches Recht an der Universität Utrecht bei Johannes Voet, der ihn als einen seiner besten Studenten rühmte. Wahrscheinlich studierte er auch bei dem klassischen Philologen, Historiker und Bibliographen Johann Georg Graevius. Während dieser Zeit trat er 1678 im Auftrag britischer Sammler als Käufer auf Buchauktionen in den Niederlanden auf. 1686 wurde er Hofmeister für Lord George Douglas, den jüngsten Sohn des Duke of Queensberry, dessen Ausbildung in Römischem Recht, Griechisch, Latein und Alter Geschichte er leitete. Zunächst studierte Douglas Römisches Recht in Utrecht; von 1687 bis 1693 unternahm er in Begleitung Cunninghams seine Grand Tour, die ihn zuerst nach Heidelberg, Straßburg und Basel führte. Von Herbst 1689 bis 1692 hielten die beiden sich in Italien auf. Von dort reisten sie über Deutschland, Polen und Dänemark nach London, wo sie Ende 1692 eintrafen. Auf dieser Reise trug Douglas eine beachtliche Büchersammlung zusammen, bei deren Anschaffung ihn Cunningham beriet.
Im Januar 1693 kehrten Cunningham und Douglas nach Schottland zurück. Lord George Douglas starb jedoch noch im selben Jahr. Sein Vater beauftragte Cunningham damit, die hinterlassene Bibliothek seines verstorbenen Sohnes der Advocates’ Library in Edinburgh zu übergeben. 1694 wurde Cunningham Hofmeister für John Campbell, Lord Lorne, den Sohn des 10. Earl of Argyll. Sie hielten sich überwiegend in London auf, wo sich Cunningham in intellektuellen Kreisen bewegte, zu denen unter anderem John Locke, Joseph Addison und Christopher Codrington gehörten, für dessen bedeutende Bibliothek er Bücher sammelte. Während dieser Zeit verbreitete sich sein Ruf als hervorragender Schachspieler. Über das Schachspiel kam Cunningham in näheren Kontakt mit Charles Spencer, 3. Earl of Sunderland, den er bis zu dessen Tod 1722 ebenfalls beim Aufbau seiner Bibliothek beriet und für den er Bücher beschaffte.
1697 begab Cunningham sich mit Lorne auf die Grand Tour. Bis 1700 besuchten sie die Niederlande und zweimal Italien. Cunningham benutzte die Reise zu umfangreichen Buchkäufen und Manuskriptstudien. Sein Plan, in einem Werk den göttlichen Ursprung der christlichen Religion nachzuweisen, fand das Interesse seiner philosophischen Freunde, blieb aber ebenso unausgeführt wie sein Projekt einer kritischen und kommentierten Neuausgabe des Corpus iuris civilis. Vermutlich durch die Vermittlung seiner adligen Gönner gewährte ihm das schottische Parlament 1698 für dieses Vorhaben eine jährliche Unterstützung in Höhe von £ 150 (entsprechend etwa £ 21.000 im Jahr 2025) auf fünf Jahre, die 1704 um weitere fünf Jahre verlängert wurde. In Verbindung damit hielt Cunningham in Edinburgh Vorlesungen über Römisches Recht.
Zwischen 1700 und 1703 bereiste Cunningham Frankreich, Italien, die Niederlande und möglicherweise Spanien, bis er sich 1703 endgültig in Den Haag niederließ. Nur  von 1716 bis 1719 kehrte er noch einmal für längere Zeit nach London zurück. Er arbeitete weiter an seinem Corpus iuris-Projekt; seinen wissenschaftlichen Ruf begründete aber vor allem seine 1721 veröffentlichte Horaz-Ausgabe, in der er sich mit seinem Vorgänger Richard Bentley kritisch auseinandersetzte. In diesem Zusammenhang stellte er Regeln für die Edition antiker Texte auf und betonte die Bedeutung von Handschriften und frühen Ausgaben für die Textherstellung. Es folgten Editionen von Vergil und Phaedrus, die aber erst nach Cunninghams Tod erschienen (Edinburgh 1743 und 1757). Die Phaedrus-Edition war ebenfalls eine kritische Reaktion auf Richard Bentleys Edition von 1726.
Cunningham betätigte sich weiterhin im Antiquariatsbuchhandel; er erwarb Bücher für die Bibliothek des Earl of Sunderland, für seinen Freund Andrew Fletcher of Saltoun, für die Advocates’ Library in Edinburgh und für weitere schottische Sammler. Er erhielt viele Besuche von Gelehrten, Staatsmännern und Schachspielern und wurde als überaus freundlich und hilfsbereit beschrieben.
Cunningham erlitt im Januar 1730 einen Schlaganfall und starb an den Folgen, vermutlich vor September 1730. Da er kinderlos war, ging sein Erbe an seinen Neffen George Logan, Pfarrer in Dunbar. Cunninghams wertvolle Privatbibliothek wurde zwischen dem 20. und 28. November 1730 in Den Haag versteigert, während sein literarischer Nachlass nach Schottland gebracht wurde. Das Landgut Block blieb noch einige Generationen im Besitz von Verwandten und deren Nachkommen.

## Schachliche Bedeutung
In einer Biografie des Theologen James Wodrow heißt es, dass „Alexander Cunningham of Bloak (sic)“ seinerzeit als bester Schachspieler in Europa galt. Der Philosoph Leibniz drückte einmal in einem Brief an den Mathematiker Thomas Burnet die Hoffnung aus, Cunningham möge seine Anschauungen über das Schachspiel veröffentlichen. Der Schachhistoriker H. J. R. Murray ging davon aus, dass sich diese Briefstelle auf Cunningham of Block bezieht. Partien oder schachliche Einzelheiten von ihm sind jedoch nicht überliefert.
Von einigen Autoren wird auf Cunningham das „Gambit der drei Bauern“ zurückgeführt, das inzwischen eine Untervariante des Cunningham-Gambits darstellt. Das Dreibauerngambit entsteht nach den Zügen: 1. e2–e4 e7–e5 2. f2–f4 e5xf4 3. Sg1–f3 Lf8–e7 4. Lf1–c4 Le7–h4+ 5. g2–g3 f4xg3 6. 0–0 g3xh2+ 7. Kg1–h1. Erstmals wurde es in einem Manuskript eines gewissen Caze von 1706 und dann in dem Schachbuch von Joseph Bertin erwähnt, das 1735 in London erschien. Philipp Stamma und Philidor benannten das Gambit nach seinem „Erfinder“.
Wer der Erfinder ist, ist jedoch umstritten. Der gleichnamige Historiker Alexander Cunningham, der sich ebenfalls als Schachspieler betätigte und (vor 1710) in Den Haag aufhielt, spielte Partien mit dem Earl of Sunderland, an den sich das erwähnte Manuskript von Caze aus dem Jahre 1706 richtete. H. J. R. Murray sah es als erwiesen an, dass sich der Historiker um die Popularisierung des Gambits bemühte, dieses jedoch nicht erfunden hatte. Die meisten Schachlexika nennen jedoch den Historiker Cunningham als Urheber des Gambits. Da andererseits Cunningham of Block zwischen 1710 und 1730 auf der Höhe seiner schachlichen Bekanntheit stand, bleibt unklar, auf wen die Namensgebung letztlich Bezug nahm.

## Schriften (Auswahl)
- Q. Horatii Flacci poemata, ex antiquis codd. & certis observationibus emendavit, variasque scriptorum & impressorum lectiones adjecit Alexander Cuningamius, Den Haag 1721
- Alexandri Cuningamii animadversiones, in Richardi Bentleii notas et emendationes ad Q. Horatium Flaccum. Den Haag 1721